# États de Franche-Comté
Pour les articles homonymes, voir Franche-Comté (homonymie).
Ne doit pas être confondu avec État de Franche-Comté.
Les États de Franche-Comté, ou États du Comté de Bourgogne convoqués pour la première fois  en 1358, étaient jusqu'en 1789, la réunion des trois ordres du comté de Bourgogne en assemblée régulièrement constituée, périodiquement convoquée et possédant des attributions politiques et administratives, dont la principale était le vote de l'impôt,. Elle partageait le pouvoir avec le Parlement de Dole et le gouverneur de la province. Les États se verront retirer leurs prérogatives en 1704 après des réformes de Louis XIV et ne seront plus convoqués entre 1666 et 1788. Ils sont définitivement dissous le 6 janvier 1789.

## Histoire

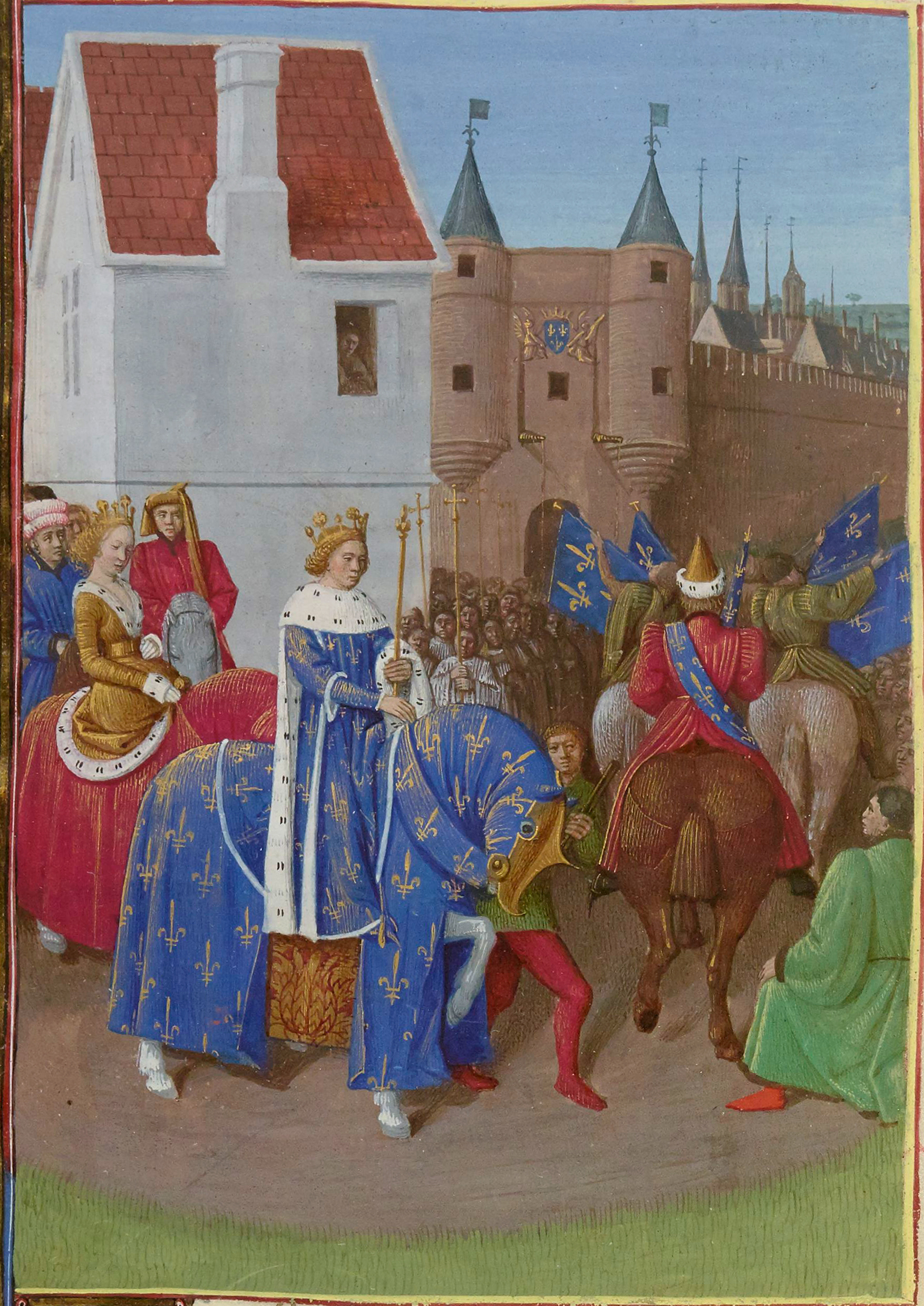
Jeanne de Boulogne et son époux Jean II le bon

### Origines
Les États de Franche-Comté sont un organe important de la gouvernance de la province et un élément essentiel de son autonomie envers ses différents souverains. Nul impôt n'était levé sans son consentement et les souverains, qui étaient les seuls à pouvoir convoquer cette assemblée, respectaient généralement ses décisions.
Les première traces des États de Franche-Comté remontent à 1358, sous Philippe Ier de Bourgogne. On considère cette date comme l'acte de naissance des états de Franche-Comté. Ils trouvent leur origine dans les institutions françaises qui sont implantées en Bourgogne puis en Franche-Comté. En  1352 le trésor royal était vide. La lutte avec l'Angleterre avait tari en France toutes les sources de revenu. Le roi Jean le Bon, espérant trouver des subsides dans la province de Bourgogne, résolut de réclamer une imposition de six deniers par livre aux habitants du duché. Il fit requérir par ses commissaires les représentants des nobles, des églises et des villes du duché, réunis à Dijon afin qu'ils consentissent à cette imposition. Cette demande  causa un vif mécontentement et ne fut pas votée par les états. Un grand nombre d'états provinciaux naissent à cette époque là dans l'objectif pour la France étaient de lever de nouveaux impôts. C'est dans ce contexte général qu'en 1358, ils sont convoqués dans le comté de Bourgogne par Jeanne de Boulogne, reine de France, pour leur demander conseil. 

### Evolution
La première réunion à lieu en 1381, les états ne sont pas encore composés de la noblesse et sont alors divisés entre bailliages d'amont et d'aval. A Gray en 1393, ils deviennent enfin une seule et même assemblée. Les nobles n'entrent dans les états qu'en 1473 sur la demande de Charles le téméraire. Les réunions se tiennent à diverses places selon les années: généralement tournent entre Dole, Salins ou Nozeroy. C'est au début du XVIe siècle qu'ils prennent leur forme moderne et se fixent définitivement à Dole. Pour des raisons pratiques, ils sont convoqués de plus en plus souvent  dans le collège Saint-Jérôme à Dole, alors capitale comtoise. Le but étant de rassembler toutes les instituons de la province en un seul lieu. En 1522, les États comtois sont convoqués une dernière fois hors de Dole au château de  Nozeroy pour la ratification du traité de Saint-Jean-de- Losne. Pour les 150 prochaines années ils ne changeront plus de siège.

### Le déclin de l'institution
Les États de 1666 seront les derniers convoqués avant l'annexion française. Cette dernière convocation se réalisera dans un climat d'anxiété et de tensions, liés à la menace d'invasion française. En 1676 après la conquête française, ils seront officiellement transférés à Besançon avec les autres institutions comtoises, mais ne seront plus convoqués. Ils sont dissous en 1704, à la suite de, réformes  lancées par Louis XIV, visant les institutions et les offices comtois: la province n'aura plus son mot à dire sur son imposition. Les états sont dépouillés de la plupart de leur prérogatives. Presque partout en France, les États ne seront presque plus convoqués : l'institution est en déclin et cela essentiellement à cause de son fonctionnement archaïque qui ne représente plus réellement la province et sa population.

### La dernière convocation de 1788
Les États sont convoqués une dernière fois, le 26 novembre 1788, par le roi Louis XVI. Le but étant la délibération sur le nombre de représentants à envoyer pour chaque ordre, aux états généraux de Versailles. Malgré les reformes, ils conserveront la forme de 1666. Devant le surnombre de la noblesse, seuls les descendants des membres de 1666 seront autorisés a siéger. Le clergé et le tiers-états sont réunis à Besançon et la noblesse à Quingey.
Le 6 janvier 1789, le roi notifie aux états provinciaux de se séparer: c'est la fin des États de Franche-Comté.

## Prérogatives

### L’impôt: ledon gratuitet lesurjet
L'assemblée est chargée du vote et du contrôle de l’impôt appelé don gratuit. Elle est convoquée par le souverain, qui par ses commissaires, demande un montant d’impôt à la province. On demande généralement beaucoup pour en obtenir assez. Les assemblées décident du montant qu'elles acceptent de régler et imposent généralement une part, appelé surjet, qui doit nécessairement être utilisée pour les besoins du pays ou récompenser des personnalités politiques de la province ou du parlement. Elles peuvent également fixer des conditions au paiement de l’impôt, notamment pour qu'une partie puisse être attribuée à une dépense précise.
Les États mettent ainsi en œuvre la perception de l’impôt et le répartissent entre les trois bailliages. Mais les populations sont souvent inégalement traitées, celles du bailliage d'aval paient plus que celles du bailliage du milieu; et les 4/5ème de l’impôt reposaient sur le tiers-état.

### Les doléances
Les États font remonter les souhaits et doléances de la province au gouvernement des Pays-Bas et à l'empereur: c'est le recès. Ils ne sont pas limités au seul sujet de l’impôt et peuvent aborder toutes les problématiques de la province et même la diplomatie du souverain. Les autorités peuvent y répondre par une apostille.

### Ratification de traités
Ils peuvent aussi exceptionnellement être convoqués pour valider la ratification de traités ou d'alliances comme en 1522 ou en 1477, où les États du comté de Bourgogne sont appelés à reconnaître leur soumission à la couronne française.

### Le sel

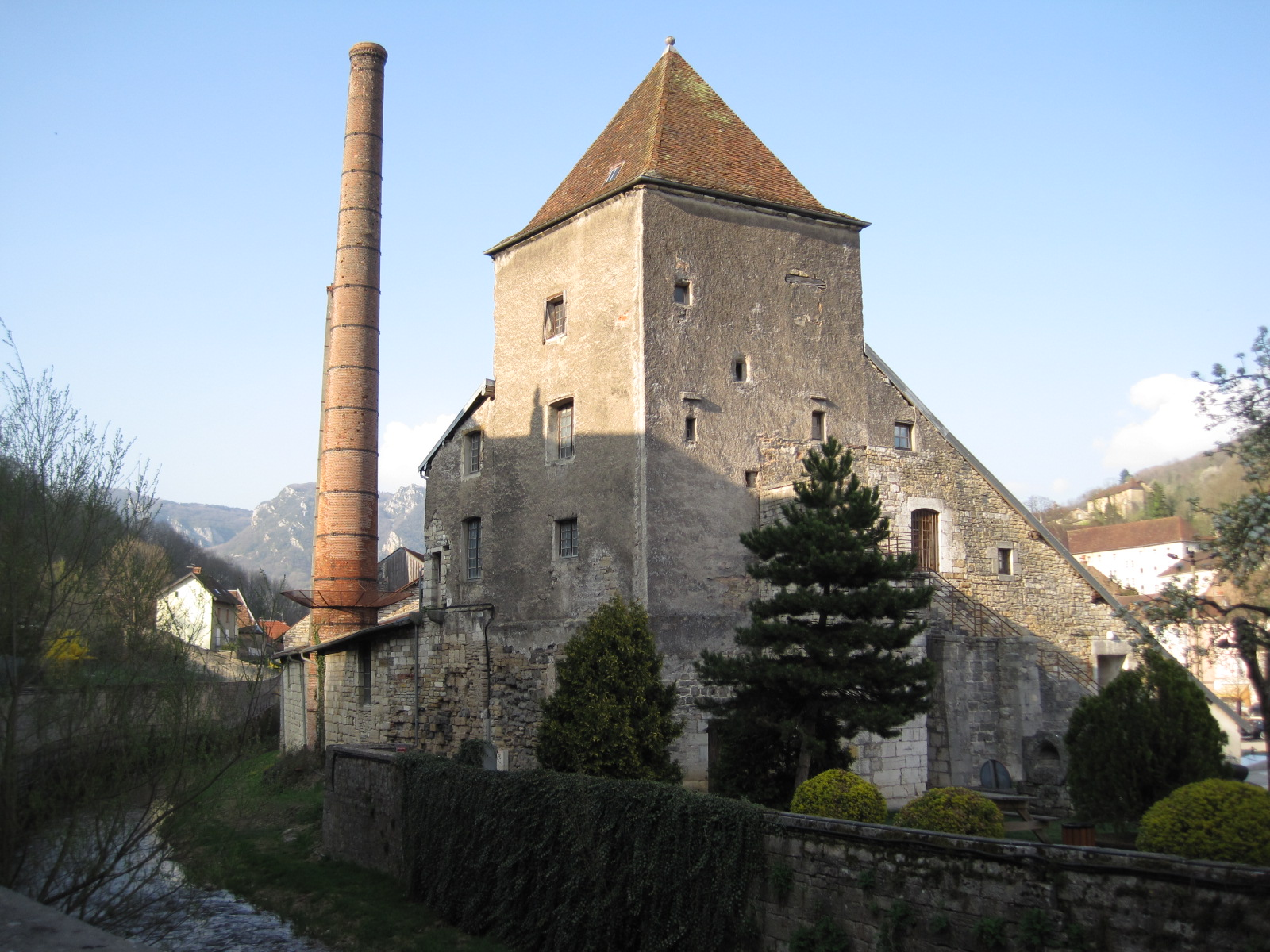
Les sauneries de Salins

Le sel est alors la principale ressource du comté de Bourgogne dont les sauneries sont les plus importantes d'Europe. Les États sont garants du prix du sel extrait des salines du pays : Lons-le-Saunier, Saint-Hippolyte, Tourmont et surtout à Salins-les-Bains. Aucune augmentation de prix ne peut être décidée sans leur consentement. Ils décident également de la quantité qui doit être livrée au souverain.

### Gardien des coutumes
Les États sont aussi les gardiens des coutumes, partageant ainsi le pouvoir législatif avec le parlement. En effet toute modification ou ajout d'une nouvelle coutume devait être validé par les trois ordres.

## Organisation

### Fonctionnement
L'assemblée des États regroupe des personnalités des trois ordres : clergé, noblesse et du tiers divisé en 3 chambres qui délibèrent et votent séparément. On trouve aussi une commission permanente de 9 membres et le prince d'Orange et le comte de Montbéliard ont également accès. Les séances solennelles sont présidées par l'archevêque de Besançon et rassemblent environ 200 personnes.
Les chambres se réunissent séparément dans une salle ou elles siègent autour d'une longue table. Les membres sont placés dans un ordre de préséance, sur des chaises ou des fauteuils selon leur importance. Les chambres communiquent entre elles par des députés.

### La chambre de la noblesse
La chambre est composée de tous les seigneurs ayant fief dans la province. C'est la chambre la plus nombreuse et son effectif montera jusqu’à 120 personnes en 1614. Elle élit à chaque convocation son président. La noblesse comtoise est exemptée d’impôt à cause de l’impôt du sang et du service militaire. Les nobles comtois doivent servir le souverain à l'armée ou entrer directement à son service. De nombreux gentilshommes comtois se sont illustrés au service de leur souverain, notamment sous Charles le téméraire et Charles Quint.
Un vieux dicton disait "Cent ans bannière, cent ans civière", montrant ainsi que les nobles avaient gagné leur droit à la tranquillité après avoir servi.

### La chambre de l'Église

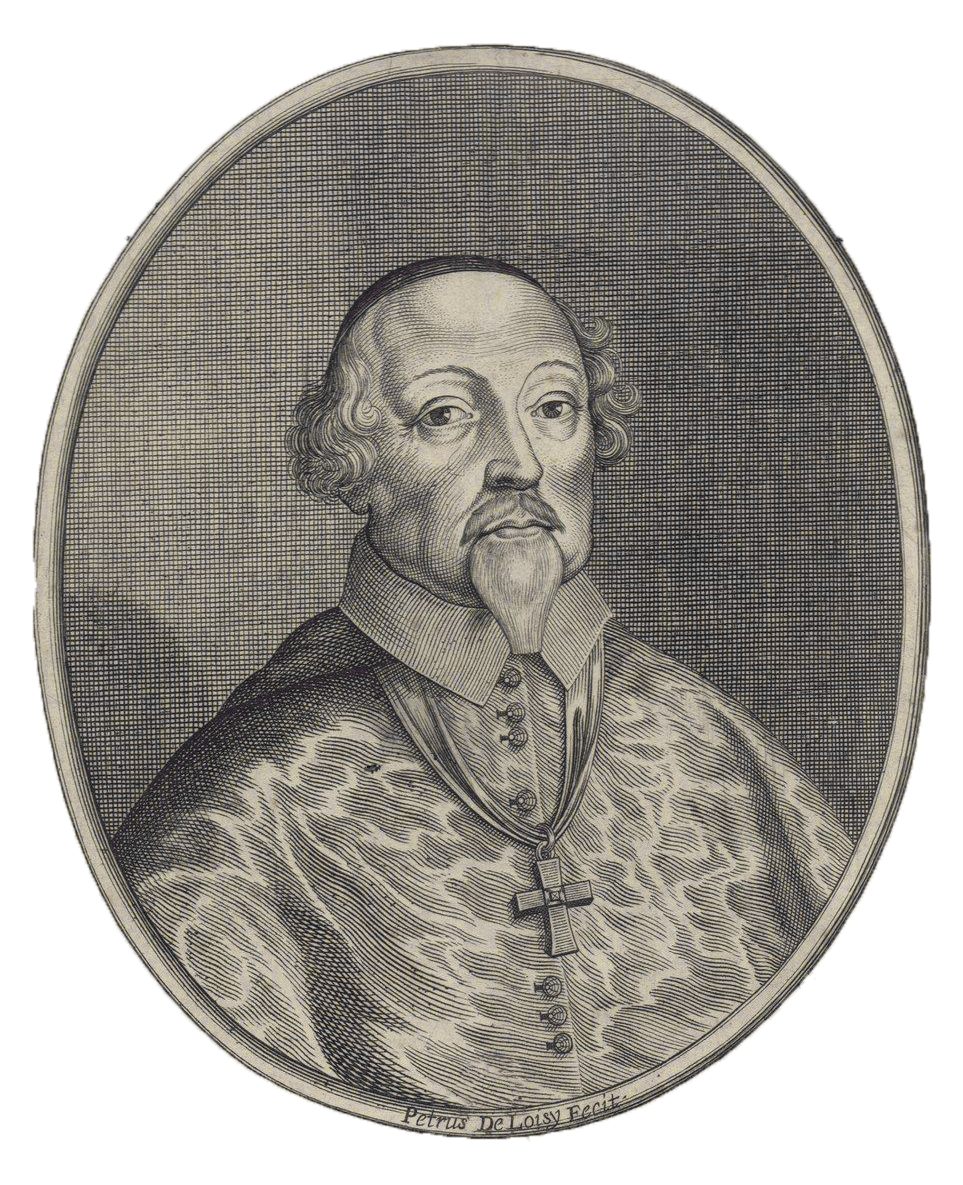
Claude III d'Achey président de la chambre lors des états de 1625

La chambre de L'église ou chambre du clergé, est composée des représentants ecclésiastiques de la province. Elle comprend les abbés, les prieurs, des députés des chapitres et des responsables de maisons de charité ou d’hôpitaux. Elle est présidée par l'archevêque de Besançon et son absence par le doyen du haut-chapitre métropolitain. Son effectif est au maximum de 90 personnes :
- L’archevêque de Besançon
- Le doyen du haut-chapitre métropolitain
- 21 abbés
  - Abbé de Saint-Paul de Besançon
  - Abbé de Montbenoit
  - Abbé de Goailles
  - Abbé de Saint-Vincent de Besançon

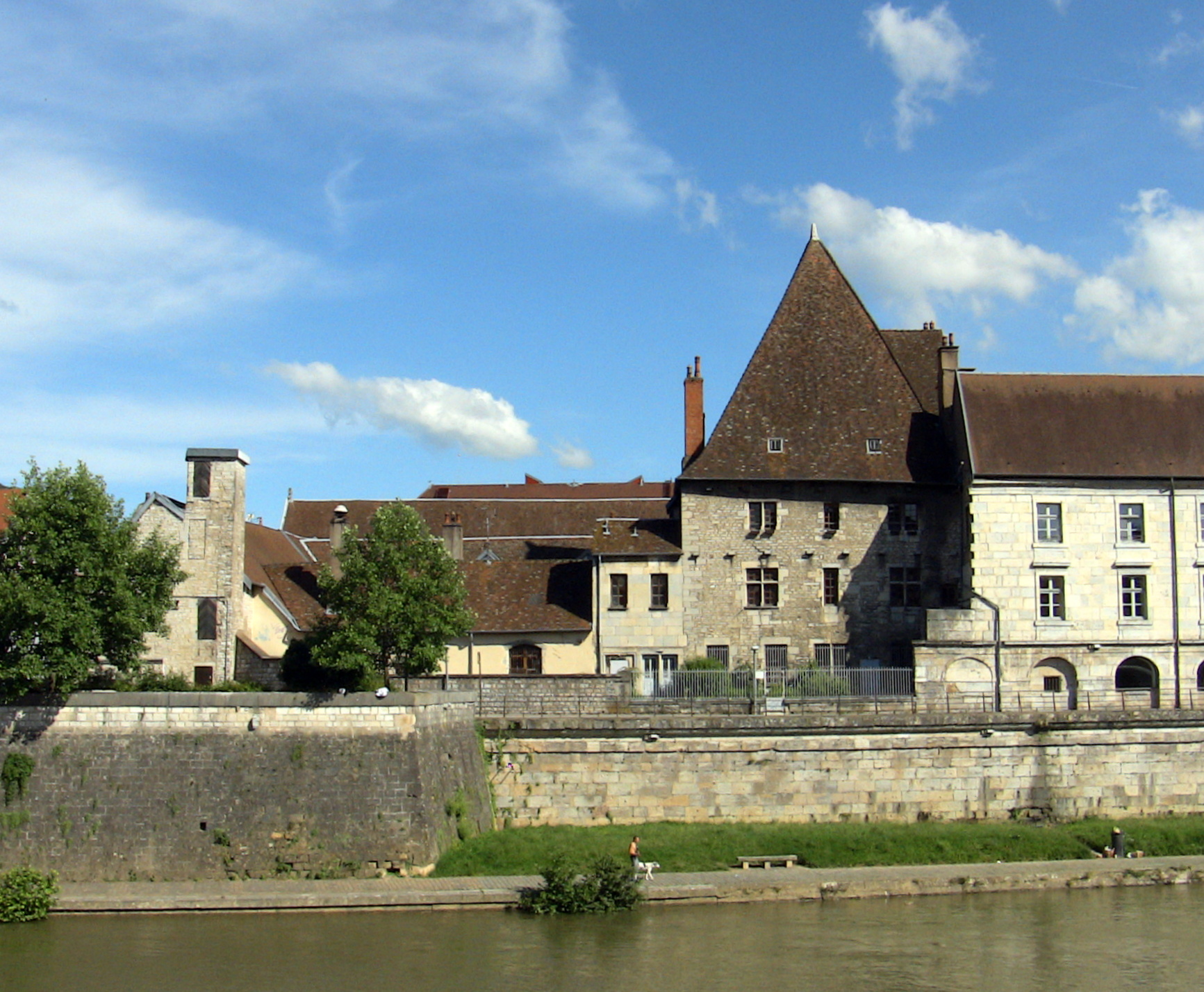
Ancien hôpital du Saint-Esprit à Besançon,

  - Abbé de Baume
  - Abbé de Faverney
  - Abbé de Luxeuil
  - Abbé de Belvaux
  - Abbé de la Charité
  - Abbé de Cherlieu
  - Abbé de Billon
  - Abbé de Balerne
  - Abbé de Bithaine
  - Abbé de Theuley
  - Abbé de Rosières
  - Abbé de Mont-Sainte-Marie
  - Abbé des Trois Rois
  - Abbé de Clairefontaine
  - Abbé de la Grâce-Dieu
  - Abbé d'Acey
  - Abbé de Saint-claude
  - Abbé de CorneuxAncien hôpital du Saint-Esprit à Besançon,
- 48 prieurs
- 13 députés de chapitre
- 4 recteurs d’hôpitaux
  - de Saint-Renobert de Pesmes
  - du Saint-Esprit de Besançon
  - du Saint-Sépulcre de Salins
  - de Séchin-les-Baume

### La chambre des villes

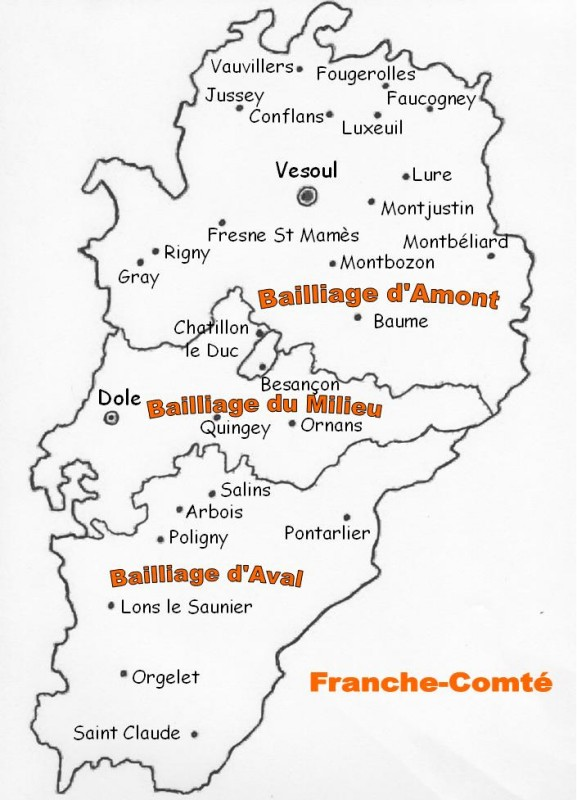
Bailliages de Franche-Comté

La chambre des villes ou chambre du tiers, est présidée par le lieutenant-général du bailliage d'Amont. Elle est composée par les officiers des bailliages, des finances, de la gruerie et par les maires et échevins des principales villes et bourgs. Les officiers des bailliages perdront progressivement leur droit d'entrée jusqu'en 1598 ou ils n'y auront plus du tout accès. Cette chambre était composée de 35 personnes :
- Le lieutenant-général du bailliage d'Amont, président de la chambre
- 14 maires des bonnes villes de Franche-Comté : Salins, Dole, Gray, Vesoul, Arbois, Poligny, Pontarlier, Baume, Ornans, Orgelet, Lons le Saunier, Quingey, Faucogney et Bletterans
- 20 représentants des prévotés
  - Bailliage d'amont: Jussey, Montbozon, Montjustin,Chatillon, Cromary, Port-sur-Saône,Chariez et Apremont
  - Bailliage d'aval: Montmorot, Château-Chalon, Saint-Claude, Moirans et Morteau
  - Bailliage du Milieu: Rochefort, Orchamps, Gendrey, Fraisans, La Loye, Colonne et Montmirey

### La commission des Neuf
Ses neuf membres appelés Commis à l'également, sont chargés de lever l’impôt dans les différents bailliages et doivent superviser toute la mise en œuvre. Ils sont désignés par chaque ordre dans les trois bailliages. Cet organe des États est le seul à être demeuré permanent et sert de lien avec le parlement et le souverain. Les commis s'occupent des affaires urgentes ou graves, au nom des États. Les autorités n'hésitent pas à les consulter avant chaque levée d’impôt.
La commission est également composée de 9 receveurs eux-mêmes assistés par des commis et sergents qui parcourent la province pour récolter l’impôt.